# مستضد الورم
مستضد الورم أو المستضد الورمي (بالإنجليزية: Tumor antigen)‏ هو مادة مستضدية تنتجها الخلايا السرطانية، أي أنها تحفز استجابة مناعية لدى المضيف. مستضدات الورم هي واسمات مفيدة للأورام في تحديد الخلايا السرطانية من خلال الاختبارات التشخيصية وهي مرشحة محتملة للاستخدام في علاج السرطان. يدرس مجال علم المناعة السرطاني مثل هذه المواضيع.
تم التعرف على المستضدات المرتبطة بالسرطان أو النوعية للسرطان في معظم أنواع السرطان التي تصيب الإنسان، بما في ذلك ورم بوركيت، وورم الخلايا العصبية، وسرطان الجلد، وسرطان العظام، وسرطان الخلايا الكلوية، وسرطان الثدي، وسرطان البروستاتا، وسرطان الرئة، وسرطان القولون. إن أحد الأدوار الرئيسية للجهاز المناعي هو اكتشاف هذه المستضدات للسماح بالاستهداف اللاحق للقضاء عليها. ومع ذلك، فإن الاستجابة المناعية لمستضدات الورم تختلف وغالبًا ما تكون غير كافية لمنع نمو الورم (انظر أيضًا استجابة المضيف للأورام).
المستضدات المرتبطة بالورم (TAAs) مقتصرة نسبيًا على الخلايا السرطانية.
المستضدات الخاصة بالورم (TSAs) فريدة من نوعها بالنسبة للخلايا السرطانية.

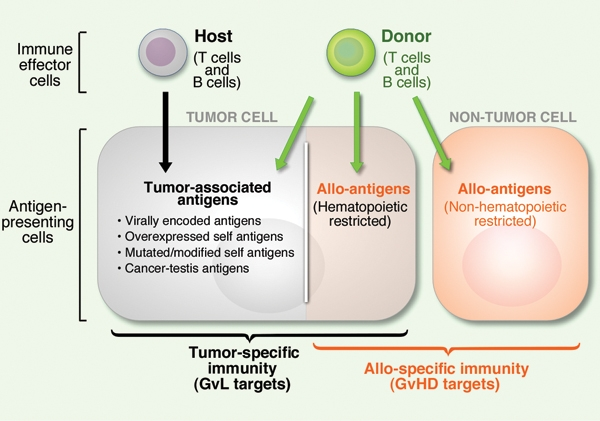
طيف المستضدات المستهدفة المرتبطة بمناعة الورم والمناعة المتباينة بعد زراعة الخلايا الجذعية المكونة للدم الخيفية. يمكن تحريض الخلايا التائية والبائية المشتقة من المضيف على التعرف على المستضدات المرتبطة بالورم، في حين يمكن للخلايا البائية والتائية المشتقة من المتبرع التعرف على كل من المستضدات المرتبطة بالورم والمستضدات الخيفية.